# Villaverde del Ducado
Villaverde del Ducado es una localidad española, pedanía del municipio de Alcolea del Pinar, perteneciente al provincia de Guadalajara, en la comunidad autónoma de Castilla-La Mancha.

## Situación
Se encuentra situada en una llanura rodeada de monte bajo y pinar, a unos 1200 m sobre el nivel del mar.  

## Historia
En su término se halló una necrópolis celtibérica, perteneciente a la Edad del Hierro, de los siglos IV a III a. C. Tras la conquista castellana formó parte del extenso ducado de Medinaceli.
Hacia mediados del siglo XIX, el lugar tenía contabilizada una población de 131 habitantes. La localidad aparece descrita en el decimosexto volumen del Diccionario geográfico-estadístico-histórico de España y sus posesiones de Ultramar de Pascual Madoz de la siguiente manera:

VILLAVERDE DEL DUCADO: l. con ayunt. en la prov. de Guadalajara (9 leg.), part. jud. y dióc. de Sigüenza (4), aud. terr. de Madrid (20), c. g. de Castilla la Nueva. sit. en el declive de una colina, con buena ventilacion y clima frio, pero sano. Tiene 59 casas; la consistorial; escuela de instruccion primaria á cargo de un maestro, que percibe una corta dotacion; hay una igl. parr. servida por un cura y un sacristan. Confina el térm. con los de Alcolea del Pinar, Garbajosa, Sauca y Tortonda; dentro de él se encuentran varias fuentes de buenas aguas y una ermita: el terreno, que participa de quebrado y llano, es de buena calidad; comprende buenos montes poblados de encina y roble. caminos: los locales y la carretera general de Madrid á Zaragoza. correo: se recibe y despacha en Alcolea. prod.: cereales, legumbres, yerbas de pasto y buenas leñas; se cria ganado lanar y vacuno; hay caza de perdices, conejos y liebres. ind.: la agrícola y recriacion de ganados. comercio: esportacion del sobrante de frutos, ganado lanar é importacion de los art. que faltan. pobl.: 46 vec., 131 almas. cap. prod.: 1.680,000 rs. imp.: 64,800. contr.: 3,692.
(Madoz, 1850, p. 297)

El municipio de Villaverde del Ducado desapareció en 1970, al fusionarse con los de Alcolea del Pinar, Tortonda y Cortes de Tajuña.

## Demografía
| Gráfica de evolución demográfica de Villaverde del Ducado entre 1842 y 1960 |
| |
| Población de derecho según los censos de población del INE Población de hecho según los censos de población del INEEntre el censo de 1970 y el anterior, este municipio desaparece porque se integra en el municipio Alcolea del Pinar |

## Urbanismo
La localidad tiene calles empinadas. La plaza está coronada por una casa en ruinas. Hay un juego de pelota. La fuente tiene unos frontones de piedra que han sido robados.[cita requerida]

## Patrimonio
- Iglesia de Nuestra Señora de la Asunción. Es románica del siglo XII, con gran espadaña sobre el muro de poniente y galería porticada con arcos de medio punto y capiteles foliados que ha sido restaurada recientemente. Construida con sillares de tonos rojizos. La sencilla puerta de acceso es también del mismo estilo, formada por dos arquivoltas y una chambrana moldurada de medio punto que apoya sobre impostas. La espadaña tiene dos cuerpos separados por una cornisa; en el cuerpo superior se abren dos vanos para las campanas y tiene remate triangular. En el interior se encuentra una pila bautismal con gallones en su parte baja, la zona central es lisa y se remata con una cenefa con estrellas incisas.[cita requerida]
- Ermita de San Bartolomé. Pertenecía la despoblado de Campiello. Está anormalmente orientada al norte, conserva su fisionomía románica de nave con dos portadas: una cegada, presbiterio recto y ábside semicircular, todo calicanto salvo las esquinas de sillares. La portada de poniente está formada por dos arquivoltas de medio punto que apoyan sobre pilastras. La portada oriental tiene una arquivolta. Conserva los canecillos geométricos y de modillones y dos saeteras en el ábside que iluminan el interior. En el interior, destaca el arco triunfal de medio punto, ligeramente apuntado y con una chambrana lisa que apoya sobre una cornisa y pilastras. En la nave hay un banco corrido. También conserva su pila bautismal, de copa esférica decorada con una cruz templaria de cuatro brazos rodeada por una línea ondulada que simboliza la forma de la serpiente.  El domingo siguiente a San Marcos (25 de abril) se celebra la romería, llevando a andas a San Bartolomé desde el pueblo a la ermita, concluyendo con una comida campestre.[cita requerida]

## Fiestas
Se celebra San Blas con una caldereta.[cita requerida]